# Parahybos infuscatus
Parahybos infuscatus är en tvåvingeart som beskrevs av Meijere 1911. Parahybos infuscatus ingår i släktet Parahybos och familjen puckeldansflugor. Inga underarter finns listade i Catalogue of Life.